# Coccycua
Coccycua – rodzaj ptaków z podrodziny kukułek (Cuculinae) w rodzinie kukułkowatych (Cuculidae).

## Zasięg występowania
Rodzaj obejmuje gatunki występujące w Ameryce Środkowej i Południowej.

## Morfologia
Długość ciała 21–25 cm; masa ciała 36–45 g.

## Systematyka

### Etymologia
- Coccycua: zbitka wyrazowa nazw rodzajów: Coccyzus Vieillot, 1816 (kukawik) oraz Coua Schinz, 1821 (kuja)[5].
- Coccyzusa: gr. κοκκυζω kokkuzō „kukać”[6]. Nowa nazwa dla Coccycua Lesson, 1830 ze względu na puryzm.
- Micrococcyx: gr. μικρος mikros „mały”; κοκκυξ kokkux, κοκκυγος kokkugos „kukułka”[7]. Gatunek typowy: Coccyzus pumilus Strickland, 1852.

### Podział systematyczny
Do rodzaju należą następujące gatunki:
- Coccycua minuta – kukawczyk rdzawy
- Coccycua pumila – kukawczyk mały
- Coccycua cinerea – kukawczyk popielaty